# 谭本宏
谭本宏（1957年5月—），汉族，湖南省慈利县象市镇人，中国人民解放军中将。华中师范大学法学专业毕业。

## 簡歷
1977年1月，19岁的谭本宏参军，同年10月加入中国共產黨。此後长期在广州军区第42集团军服役，歷任某团炮兵营100炮连战士、班长等職，服役期間多次参加抗洪抗震等非战争军事行动。
1979年4月，谭本宏晉升為某团炮兵营100炮连一排排长，成為軍官。1981年8月，任某团一营炮兵连副连长。1983年6月，調至团司令部，擔任炮兵股正连級参谋。1985年12月從新回到基層，擔任炮兵营副营长。1987年5月，回到团司令部炮兵股，擔任股长。1990年9月，擔任团副参谋长。
1993年3月，谭本宏進入陆军指挥学院，在合同战术中级指挥培训班学习一年。1993年4月，調任师司令部作训科科长。1995年8月，任某团团长。1997年9月至2000年7月期間，進入中共中央党校行政管理专业学习。2001年6月，調任某师参谋长，期間在俄罗斯诸兵种合成学院高级研修班学习（2001年9月至2002年1月）。
2003年3月，谭本宏任第42集团军124师师长，期間在华中师范大学法学专业学习（2002年9月至2004年2月）。2007年5月，調至解放軍驻香港部队擔任参谋长；3個月後調至第42集团军，出任副军长。2010年3月，由陸軍調至第二炮兵第二炮兵56基地，出任代理副司令员。
2011年2月，谭本宏接替調任广州军区任副参谋长的黎仕林少將，擔任海南军区司令员，兩個月後進入中國共產黨海南省省委常委會。
2014年7月14日，中央军委主席习近平签署命令，任命谭本宏少将接替王晓军中将担任中国人民解放军驻香港部队司令员。為中国人民解放军驻香港部队第六任司令员 
2017年，獲選為中国共产党第十九次全国代表大会代表。2018年2月24日，当选为第十三届全国人大代表。
2019年4月8日，不再担任驻港部队司令员职务。

## 军衔
2008年7月21日晋升少将军衔，2015年7月晋升中将军衔。